# Diócesis de Penedo
La diócesis de Penedo (en latín: Dioecesis Penedensis y en portugués: Diocese de Penedo) es una circunscripción eclesiástica de la Iglesia católica en Brasil. Se trata de una diócesis latina, sufragánea de la arquidiócesis de Maceió. Desde el 18 de agosto de 2021 su obispo es Valdemir Ferreira dos Santos.

## Territorio y organización

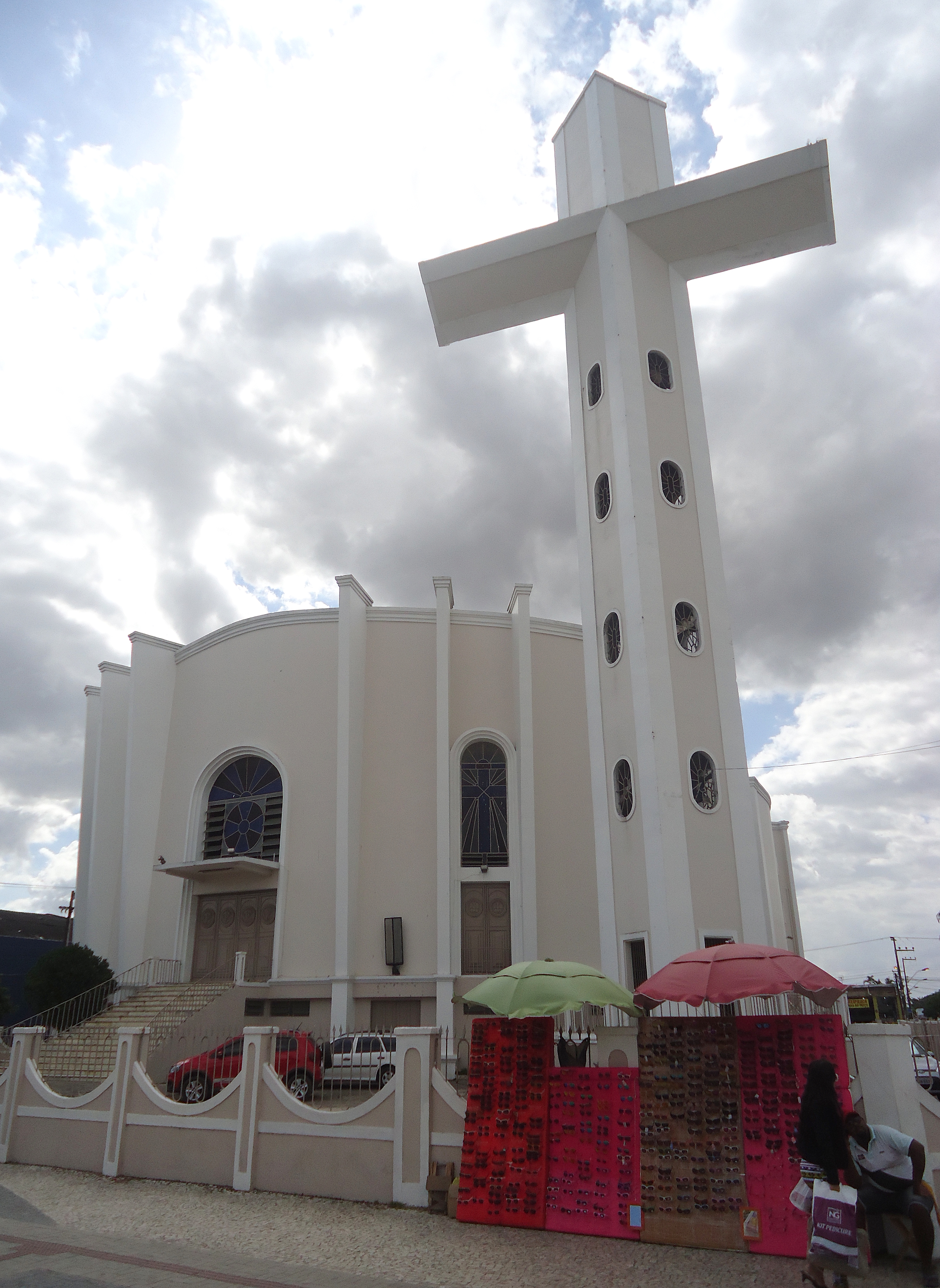
Concatedral de la Santísima Virgen del Buen Consejo

La diócesis tiene 8905 km² y extiende su jurisdicción sobre los fieles católicos de rito latino residentes en 31 municipios del estado de Alagoas: Penedo, Anadia, Arapiraca, Barra de São Miguel, Belém, Boca da Mata, Campo Alegre, Campo Grande, Coité do Nóia, Coruripe, Craíbas, Feira Grande, Feliz Deserto, Girau do Ponciano, Igreja Nova, Jequiá da Praia, Junqueiro, Lagoa da Canoa, Limoeiro de Anadia, Maribondo, Olho d'Água Grande, Piaçabuçu, Porto Real do Colégio, Roteiro, São Brás, São Miguel dos Campos, São Sebastião, Tanque d'Arca, Taquarana, Teotônio Vilela y Traipu.
La sede de la diócesis se encuentra en la ciudad de Penedo, en donde se halla la Catedral de Nuestra Señora del Rosario. En Arapiraca se encuentra la Concatedral de la Santísima Virgen del Buen Consejo.
En 2019 en la diócesis existían 43 parroquias.

## Historia
La diócesis fue erigida el 3 de abril de 1916 con la bula Catholicae Ecclesiae cura del papa Benedicto XV, obteniendo el territorio de la diócesis de Alagoas (hoy arquidiócesis de Maceió).
Originalmente sufragánea de la arquidiócesis de Olinda (hoy arquidiócesis de Olinda y Recife), el 13 de febrero de 1920 pasó a formar parte de la provincia eclesiástica de la arquidiócesis de Maceió.
El 10 de febrero de 1962 cedió una parte de su territorio para la erección de la diócesis de Palmeira dos Índios mediante la bula Quam supremam del papa Juan XXIII.
El 9 de julio de 1984 la iglesia de la Santísima Virgen del Buen Consejo de Arapiraca fue elevada a concatedral por decreto Cum urbs de la Congregación para los Obispos.

## Estadísticas
Según el Anuario Pontificio 2020 la diócesis tenía a fines de 2019 un total de 989 125 fieles bautizados.
| Año                                                                             | Población            | Población | Población      | Sacerdotes | Sacerdotes    | Sacerdotes    | Bautizados por sacerdote | Diáconos permanentes | Religiosos | Religiosos | Parroquias |
| Año                                                                             | Bautizados católicos | Total     | % de católicos | Total      | Clero secular | Clero regular | Bautizados por sacerdote | Diáconos permanentes | Varones    | Mujeres    | Parroquias |
| ------------------------------------------------------------------------------- | -------------------- | --------- | -------------- | ---------- | ------------- | ------------- | ------------------------ | -------------------- | ---------- | ---------- | ---------- |
| 1950                                                                            | 300 000              | 301 000   | 99.7           | 36         | 22            | 14            | 8333                     |                      | 14         | 32         | 17         |
| 1966                                                                            | 350 000              | 352 000   | 99.4           | 25         | 21            | 4             | 14 000                   |                      |            |            | 17         |
| 1970                                                                            | 350 000              | 353 000   | 99.2           | 30         | 25            | 5             | 11 666                   |                      | 5          | 70         | 18         |
| 1976                                                                            | 444 050              | 446 050   | 99.6           | 22         | 20            | 2             | 20 184                   |                      | 6          | 31         | 18         |
| 1980                                                                            | 537 000              | 550 000   | 97.6           | 20         | 18            | 2             | 26 850                   |                      | 4          | 39         | 18         |
| 1990                                                                            | 598 000              | 645 000   | 92.7           | 29         | 27            | 2             | 20 620                   | 1                    | 4          | 39         | 26         |
| 1999                                                                            | 745 000              | 767 000   | 97.1           | 33         | 31            | 2             | 22 575                   | 1                    | 3          | 27         | 27         |
| 2000                                                                            | 736 000              | 758 177   | 97.1           | 37         | 35            | 2             | 19 891                   | 1                    | 3          | 28         | 28         |
| 2001                                                                            | 792 000              | 816 156   | 97.0           | 35         | 32            | 3             | 22 628                   | 1                    | 4          | 28         | 28         |
| 2002                                                                            | 799 000              | 824 000   | 97.0           | 37         | 34            | 3             | 21 594                   | 1                    | 3          | 27         | 28         |
| 2003                                                                            | 796 000              | 821 604   | 96.9           | 40         | 37            | 3             | 19 900                   | 1                    | 3          | 33         | 28         |
| 2004                                                                            | 774 100              | 832 365   | 93.0           | 34         | 32            | 2             | 22 767                   | 1                    | 2          | 25         | 28         |
| 2013                                                                            | 942 000              | 1 011 000 | 93.2           | 59         | 52            | 7             | 15 966                   |                      | 13         | 42         | 37         |
| 2016                                                                            | 965 800              | 1 035 000 | 93.3           | 60         | 55            | 5             | 16 096                   | 9                    | 19         | 34         | 38         |
| 2019                                                                            | 989 125              | 1 059 000 | 93.4           | 65         | 56            | 9             | 15 217                   | 10                   | 22         | 32         | 43         |
| Fuente: Catholic-Hierarchy, que a su vez toma los datos del Anuario Pontificio. |                      |           |                |            |               |               |                          |                      |            |            |            |

## Episcopologio
- Jonas de Araújo Batinga † (28 de enero de 1918-30 de julio de 1940 falleció)
  - Sede vacante (1940-1943)
- Fernando Gomes dos Santos † (9 de enero de 1943-1 de febrero de 1949 nombrado obispo de Aracaju)
- Felix César da Cunha Vasconcellos, O.F.M. † (30 de marzo de 1949-3 de abril de 1957 nombrado arzobispo coadjutor de Florianópolis[nota 1])
- José Terceiro de Sousa † (9 de noviembre de 1957-24 de marzo de 1976 renunció)
- Constantino José Lüers, O.F.M. † (24 de marzo de 1976-26 de enero de 1994 retirado)
  - Sede vacante (1994-1997)
- Valerio Breda, S.D.B. † (30 de julio de 1997-16 de junio de 2020 falleció)
- Valdemir Ferreira dos Santos, desde el 18 de agosto de 2021